# Kondensationspunkt (Mathematik)
Im mathematischen Teilgebiet der Topologie sind Kondensationspunkte einer Teilmenge eines topologischen Raums Punkte mit einer speziellen Eigenschaft.

## Definition
Sei {\displaystyle X} ein topologischer Raum und {\displaystyle Y\subset X} eine Teilmenge. Ein Punkt {\displaystyle x\in X} heißt Kondensationspunkt von {\displaystyle Y}, wenn für jede (offene) Umgebung {\displaystyle U} von {\displaystyle x} der Durchschnitt {\displaystyle U\cap Y} eine überabzählbare Menge ist.

## Bemerkungen
- Anschaulich bedeutet obige Definition, dass in der Nähe von {\displaystyle x} eine große Anzahl von Punkten aus {\displaystyle Y} liegt, genauer, dass sich die Punkte aus {\displaystyle Y} in jeder Umgebung von {\displaystyle x} derart häufen, dass sogar mehr als nur eine approximierende Folge von ihnen in der Umgebung liegt.
- In obiger Definition wird nicht verlangt, dass der Punkt {\displaystyle x} selbst zu {\displaystyle Y} gehört. Beispielsweise ist der Punkt {\displaystyle 0\in X=[0,1]} des Einheitsintervalls mit der üblichen euklidischen Topologie ein Kondensationspunkt von {\displaystyle Y=(0,1]} ohne selbst zu {\displaystyle Y} zu gehören.
- Offenbar ist jeder Kondensationspunkt von {\displaystyle Y} auch ein Häufungspunkt von {\displaystyle Y}, die Umkehrung gilt im Allgemeinen nicht.
- Die Menge der Kondensationspunkte von {\displaystyle Y} ist abgeschlossen.

## Existenz von Kondensationspunkten
In einem diskreten Raum hat jeder Punkt eine Umgebung, die nur aus diesem einen Punkt besteht. Es kann daher in einem solchen Raum keine Kondensationspunkte geben. Zur Existenz von Kondensationspunkten benötigt man also weitergehende Voraussetzungen.
- Ist {\displaystyle X} ein topologischer Raum mit abzählbarer Basis, {\displaystyle Y\subset X} und {\displaystyle \mathrm {cp} (Y)} die Menge der Kondensationspunkte von {\displaystyle Y}, so ist {\displaystyle Y\setminus \mathrm {cp} (Y)} abzählbar.[2]

Ist also {\displaystyle Y} in der Situation obiger Aussage überabzählbar, so muss {\displaystyle \mathrm {cp} (Y)\not =\emptyset } sein, das heißt {\displaystyle Y} hat Kondensationspunkte. Zur Existenz von Kondensationspunkten kommt man mit einer schwächeren Bedingung aus, verliert aber die Aussage über die Abzählbarkeit der Restmenge:
- Ist {\displaystyle X} ein Lindelöf-Raum und {\displaystyle Y\subset X} überabzählbar, so hat {\displaystyle Y} mindestens einen Kondensationspunkt.

Sei {\displaystyle X=\omega _{1}^{+}} der Nachfolger der kleinsten überabzählbaren Ordinalzahl {\displaystyle \omega _{1}} mit der Ordnungstopologie und {\displaystyle Y=\omega _{1}}. Beachte, dass {\displaystyle \omega _{1}} sowohl Teilmenge als auch Element von {\displaystyle X} ist. 
{\displaystyle X} ist ein kompakter Raum, insbesondere ein Lindelöf-Raum.
Der Punkt {\displaystyle \omega _{1}\in X} ist der einzige Kondensationspunkt von {\displaystyle Y} und die Restmenge {\displaystyle Y\setminus \mathrm {cp} (Y)=Y=\omega _{1}} ist überabzählbar. Der Teilraum {\displaystyle Y} selbst ist überabzählbar und hat in {\displaystyle Y} keine Kondensationspunkte, er kann nach obigem also kein Lindelöf-Raum sein.
Für ein anderes Beispiel dieser Art sei {\displaystyle Y} eine überabzählbare Menge mit der diskreten Topologie und {\displaystyle X} die Einpunktkompaktifizierung von {\displaystyle Y} mit dem unendlichen Punkt {\displaystyle \infty }. Dann ist {\displaystyle X} kompakt, insbesondere ein Lindelöf-Raum, und {\displaystyle \infty } der einzige Kondensationspunkt von {\displaystyle Y} in {\displaystyle X}. Der Teilraum {\displaystyle Y} selbst ist diskret, hat also keine Kondensationspunkte.